# Barron-Vialle
Barron, Vialle et Compagnie war ein französischer Hersteller von Automobilen und Lastkraftwagen.

## Unternehmensgeschichte
A. Barron, der zuvor bei Berliet tätig war, und Antoine Vialle gründeten 1912 das Unternehmen in Lyon und stellten Nutzfahrzeuge her. Ab 1920 kam die Reparatur von Eisenbahnwaggons dazu. 1924 übernahmen sie die Automobilproduktion vom Straßburger Unternehmen Automobiles Six. Der Markenname lautete Barron-Vialle. Pro Jahr entstanden etwa 50 bis 60 Fahrzeuge. Die Fahrzeuge wurden auch nach Belgien, England, Italien und in die Schweiz exportiert. 1925 verließ Barron das Unternehmen. 1929 endete die Automobilproduktion. Nutzfahrzeuge entstanden noch bis 1937 in einem neuen Werk in Arandon.

## Fahrzeuge
Es wurden Modelle mit Sechszylindermotoren und Achtzylindermotoren hergestellt. Bei identischen Maßen von 70 mm Bohrung und 90 mm Hub ergaben sich Hubräume von 2078 cm³ bzw. 2771 cm³. Die Motoren verfügten über OHC-Ventilsteuerung. Ab 1928 betrugen die Hubräume 2400 cm³ bzw. 3200 cm³.